# Charinus schirchii
Espèce
Synonymes
- Enantiosarax schirchii Mello-Leitão, 1931

Charinus schirchii est une espèce d'amblypyges de la famille des Charinidae.

## Distribution
Cette espèce est endémique de l'État de Rio de Janeiro au Brésil,. Elle se rencontre vers Teresópolis.

## Description
La carapace de la femelle holotype mesure 4,00 mm de long sur 5,00 mm.

## Systématique et taxinomie
Cette espèce a été décrite sous le protonyme Enantiosarax schirchii par Mello-Leitão en 1931. Elle est placée dans le genre Charinus par Quintero en 1983.

## Étymologie
Cette espèce est nommée en l'honneur de Paulo F. Schirch.

## Publication originale
- Mello-Leitão, 1931 : « Pedipalpos do Brasil e algumas notas sobre a Ordem. » Arquivos do Museum Nacional, Rio de Janeiro, vol. 33, p. 7–72.